# Jirō Okamoto
Jirō Okamoto (jap. 岡元次郎 Okamoto Jirō; urodzony 5 stycznia 1965 w Miyakonojō) – japoński aktor i kaskader, znany z wielu ról kostiumowych w serialach tokusatsu. Należy do grupy Japan Action Enterprise, do której wstąpił po skończeniu liceum w 1984. Ma 180 cm wzrostu.
Okamoto jest najbardziej znany jako aktor kostiumowy przemienionych form Kōtarō Minamiego – Kamen Ridera Blacka i Kamen Ridera Blacka RX. Jest zaprzyjaźniony z odtwórcą roli Kōtarō – Tetsuo Kuratą, który w jednym z wywiadów powiedział, że podczas kręcenia obydwu serii nawiązali braterskie relacje.

## Wybrane role kostiumowe
- Kamen Rider Black (1987) – Kamen Rider Black (także kilka ról niekostiumowych)
- Kamen Rider Black RX (1988) – Kamen Rider Black RX (wszystkie formy)
- Shin: Kamen Rider Prologue (1992) – Kamen Rider Shin
- Tokusō Robo Janperson (1993) – Billgoldy
- Kamen Rider ZO (1993) – Kamen Rider ZO
- Kamen Rider J (1994) – Kamen Rider J
- Jūkō B-Fighter (1995) – Black Beet
- B-Fighter Kabuto (1996) – Deathscorpion
- Chōkō Senshi Changerion (1996) – Changerion
- Denji Sentai Megaranger (1997) –
  - Mega Czarny,
  - Mega Latacz
- Seijū Sentai Gingaman (1998) –
  - Ginga Niebieski,
  - Zeyhab,
  - Ginga Goryl,
  - Gingaiō / Świetlisty Gingaiō,
  - Giga Nosorożec
- Kyūkyū Sentai GoGoFive (1999) – Victory Mars
- Kamen Rider Ryuki (2002) –
  - Kamen Rider Ouja,
  - Kamen Rider Odin
- Bakuryū Sentai Abaranger (2003) –
  - Abare Czarny,
  - Gairudon
- Kamen Rider Blade (2004) – Kamen Rider Leangle
- Tokusō Sentai Dekaranger (2004) – Igaroidy
- Mahō Sentai Magiranger (2005) –
  - Magi Błysk,
  - Branken,
  - Drak,
  - Snowgel
- Gōgō Sentai Boukenger (2006) –
  - Gaja (potworna postać),
  - Ryūwon (prawdziwa postać),
  - Yaiba,
  - Daibōken / Super Daibōken / Ostateczny Daibōken / Voyager Daibōken,
  - Daivoyager
- Kamen Rider Den-O (2007) – Kintaros/Kamen Rider Den-O Forma Topora (także rola niekostiumowa)
- Kamen Rider Kiva (2008) – Kamen Rider IXA
- Samurai Sentai Shinkenger (2009) –
  - Shinken Złoty,
  - Dōkoku Chimatsuri
- Tensō Sentai Goseiger (2010) – Gosei Rycerz
- Kaizoku Sentai Gokaiger (2011) – Barizorg
- Tokumei Sentai Go-Busters (2012) – Gorisaki Banana
- Jūden Sentai Kyoryuger (2013) –
  - Kyoryu Cyjanowy,
  - Torin / Kyoryu Srebrny
- Ressha Sentai ToQger (2014) – Generał Schwarz